# Ridgley C. Powers
Ridgely Ceylon Powers (* 24. Dezember 1836 in Mecca, Trumbull County, Ohio; † 11. November 1912 in Los Angeles, Kalifornien) war ein US-amerikanischer Politiker und von 1871 bis 1874 Gouverneur des Bundesstaates Mississippi.

## Frühe Jahre
Ridgley Powers besuchte nach der Grundschule die University of Michigan und dann das Union College in Schenectady im Staat New York. Während des Bürgerkriegs stieg er in der Armee der Union zwischen 1862 und 1865 vom einfachen Soldaten bis zum Oberst auf. Er nahm an einigen Schlachten und dem Atlanta-Feldzug von General William T. Sherman teil. Nach dem Krieg zog er in das Noxubee County in Mississippi, wo er eine Baumwollplantage betrieb.

## Politische Laufbahn
Im Jahr 1868 wurde Powers Mitglied der Republikanischen Partei. Von 1868 bis 1869 war er Sheriff im Noxubee County und im Jahr 1870 wurde er zum Vizegouverneur von Mississippi gewählt. Dieses Amt war 1832 abgeschafft und erst nach einer weiteren Verfassungsreform im Jahr 1869 wieder eingeführt worden. Als Vizegouverneur schaffte es Powers, sich die Anerkennung und den Respekt der Bevölkerung zu sichern, obwohl seine Partei während der Reconstruction in Mississippi sehr unbeliebt war.
Nach dem Rücktritt von Gouverneur James L. Alcorn am 30. November 1871 musste Powers als dessen Stellvertreter die angebrochene Amtszeit beenden. Damit konnte er dieses Amt bis zum 4. Januar 1874 ausüben. Diese Zeit war von den Folgen des Krieges und der Reconstruction bestimmt. Es gab Rassenunruhen und wirtschaftliche Probleme, die sich in der Haushaltslage des Staates widerspiegelten. Der Gouverneur unterstützte den industriellen Wiederaufbau. In der Landwirtschaft wurde der Getreideanbau gefördert. Durch folgende Missernten hielt sich der Erfolg dieser Maßnahme aber in Grenzen. Im Jahr 1873 musste er sich auch noch mit einer Spaltung innerhalb seiner Partei auseinandersetzen, die bei der folgenden Gouverneurswahl offenbar wurde. Ein Teil der Republikaner unterstützte den Ex-Gouverneur und jetzigen US-Senator Alcorn, ein anderer den früheren Militärgouverneur Adelbert Ames, der die umstrittene Wahl dann gewann.

## Weiterer Lebenslauf
Nach dem Ende seiner Gouverneurszeit zog sich Powers aus der Politik zurück. Später zog er nach Prescott in Arizona und dann nach Los Angeles, wo er eine Ranch betrieb. Dort verstarb er im November 1912. Ridgley Powers war mit Mary J. Wilson verheiratet.